# Osiedle Centrum (Sieradz)
Osiedle Centrum — sieradzkie osiedle, zlokalizowane w centralnej części miasta, przy ulicy Jana Pawła II (obejmujące również ul. Sarańską), obok dworca PKS. Składają się na nie dwa 5-piętrowe bloki mieszkaniowo-usługowe (zwane kolejno: Centrum I — blok na ulicy Jana Pawła II i Centrum II — blok na ulicy Sarańskiej).
W 2006 roku zbudowano obok market Lidl i wyremontowano dworzec PKS. Za blokami znajduje się plac zabaw dla dzieci. Mieszkańcy mogą zaparkować samochody na parkingach lub w garażach mieszczących się obok osiedla.